# Kalemegdan

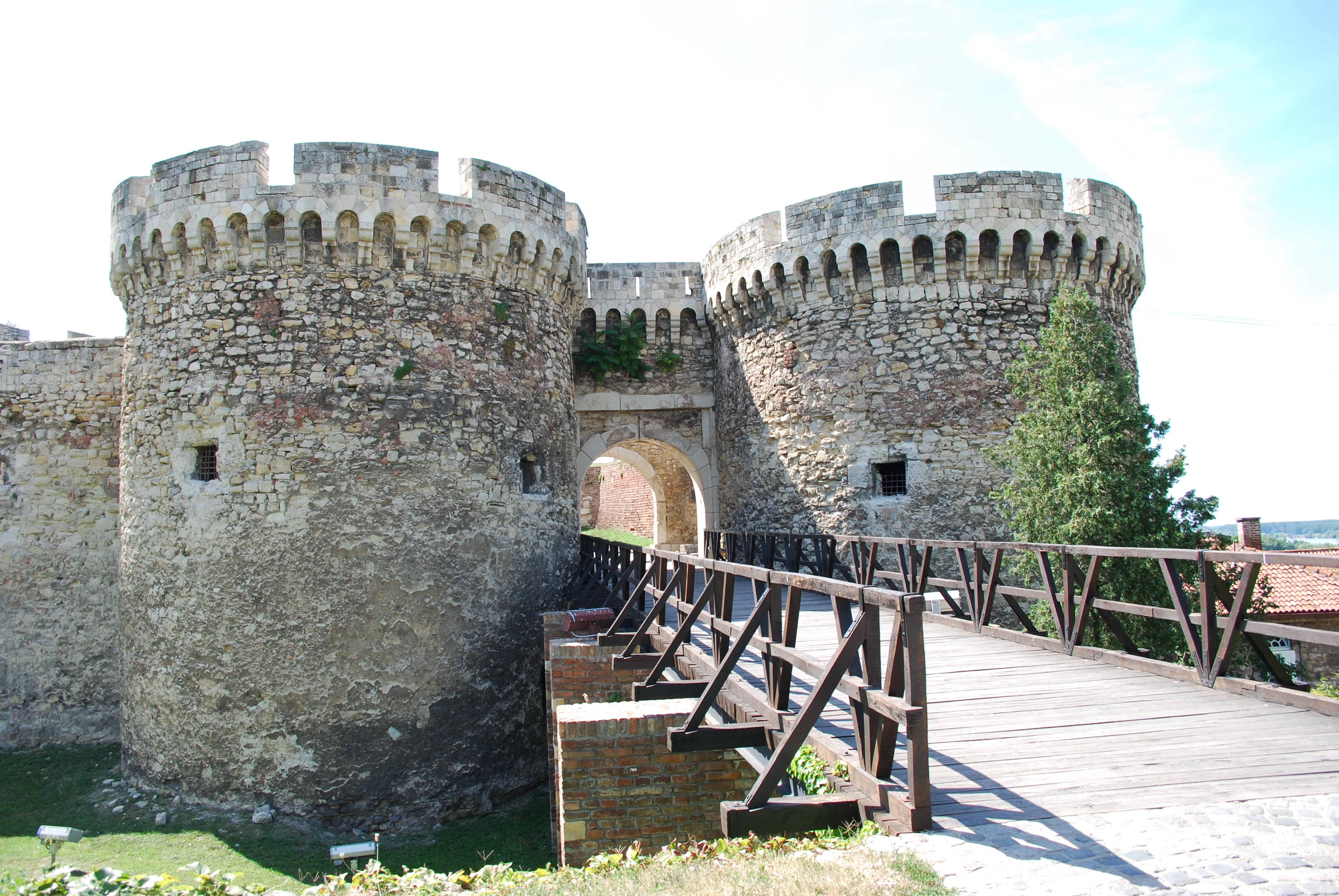
Wieże

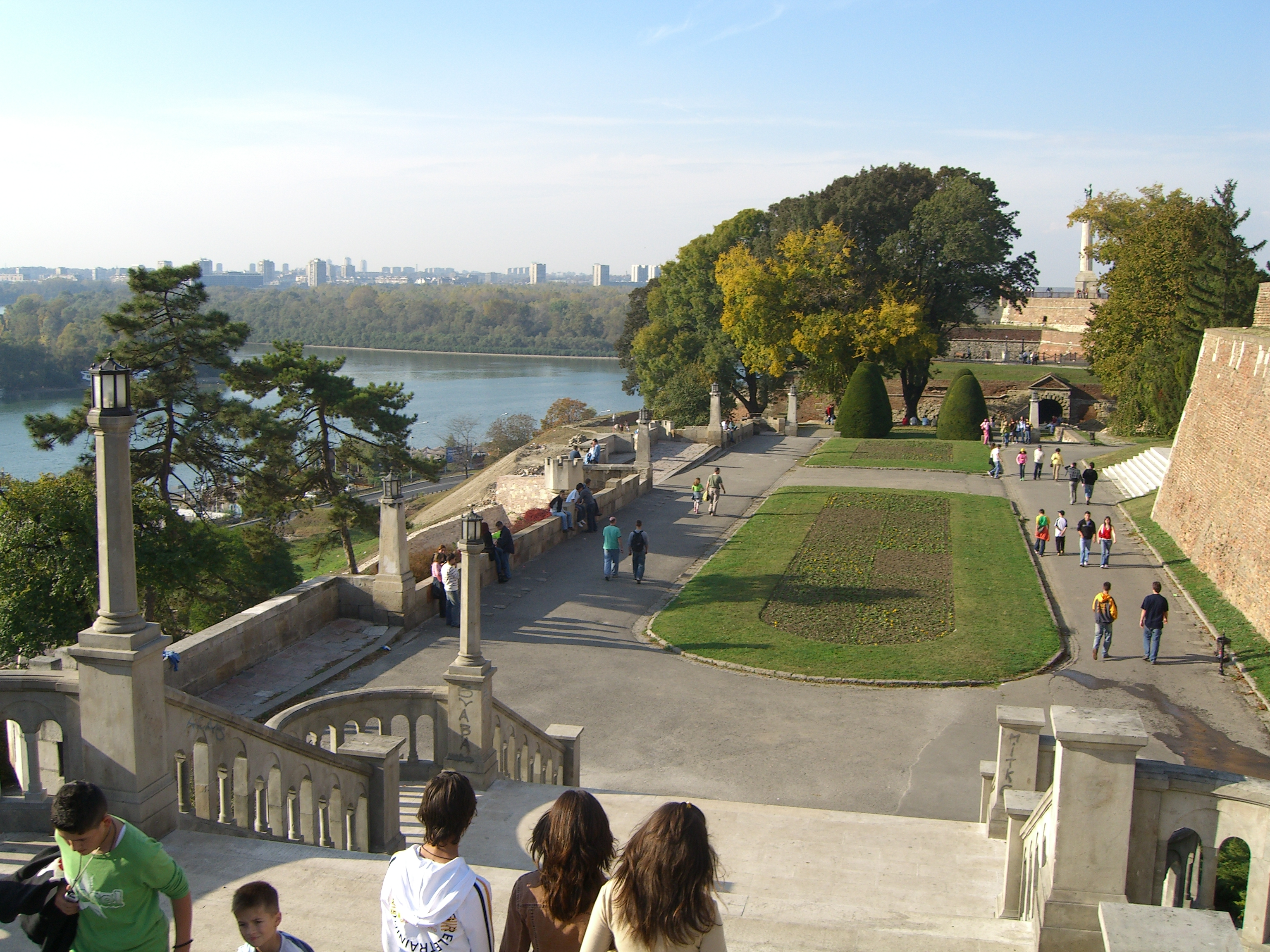
Fragment parku

Kalemegdan – fortyfikacje w Belgradzie wybudowane za czasów celtyckich, a następnie za czasów rzymskich znane pod nazwą Singidunum. Zabudowania znajdujące się na wzgórzu wysokości około 125 metrów współcześnie pochodzą głównie z XVII wieku. Znajdują się tam również antyczne wykopaliska i katakumby rzymskie. Ślady rzymskich budowli to np. stara studnia rzymska (35 m głęb., 3,4 m szer.), odbudowana w 1731 r. przez Austriaków. Są tam również cerkwie, bramy historyczne, grobowce tureckie, a także muzeum wojskowe oraz ogród zoologiczny. 
Twierdza znajduje się w dzielnicy Stare Miasto i jest jedną z ważniejszych atrakcji turystycznych miasta. Z twierdzy roztacza się panorama na ujście rzeki Sawy do Dunaju. Znajduje się tam również rozległy park będący miejscem spotkań, spacerów i odpoczynku.